# Sarrià Stadion
A Sarrià Stadion (katalánul: Estadi de Sarrià, spanyolul: Estadio de Sarrià) egy labdarúgóstadion Barcelonában, Spanyolországban. A stadion volt az RCD Espanyol otthona 1923 és 1997 között és a Sarrià kerületben helyezkedett el, innen származik a neve is. Befogadóképessége 40000 fő számára volt biztosított. 
1922. december 31-én kezdődött az építkezés és 1923-ban nyitotta meg kapuit. A nyitómérkőzést 1923. február 18-án játszották, amikor az RCD Espanyol 4–1-re legyőzte az UE Sants csapatát. 1951-ben a déli kapu mögötti teraszt lebontották, 1956-ban új lelátót építettek. 1960-ban reflektorokat szereltek fel. A Sarriá Stadion egyike volt az 1982-es labdarúgó-világbajnokság helyszíneinek, ahol második kör C-csoportjának a mérkőzéseit rendezték. Az 1992. évi nyári olimpiai játékokon öt mérkőzést rendeztek a stadionban. 
A Sarriàban a legutolsó mérkőzést 1997. június 21-én a Valencia ellen játszották. Az Espanyol 3-2-re nyert, az utolsó gólt pedig a vendégek védője, Iván Campo szerezte.

## Események

### 1982-es labdarúgó-világbajnokság
| Dátum            | Pályaválasztó | Eredmény | Vendég    | Forduló                     | Nézőszám |
| ---------------- | ------------- | -------- | --------- | --------------------------- | -------- |
| 1982. június 29. | Olaszország   | 2 – 1    | Argentína | C csoport (második forduló) | 43 000   |
| 1982. július 2.  | Argentína     | 1 – 3    | Brazília  | C csoport (második forduló) | 44 000   |
| 1982. július 5.  | Olaszország   | 3 – 2    | Brazília  | C csoport (második forduló) | 44 000   |

### 1992. évi nyári olimpiai játékok
| Dátum            | Pályaválasztó | Eredmény | Vendég        | Forduló   | Nézőszám |
| ---------------- | ------------- | -------- | ------------- | --------- | -------- |
| 1992. július 26. | Svédország    | 0 – 0    | Paraguay      | C csoport | 15 000   |
| 1992. július 27. | Olaszország   | 0 – 3    | Lengyelország | A csoport | 15 000   |
| 1992. július 28. | Mexikó        | 1 – 1    | Ausztrália    | D csoport | 10 000   |
| 1992. július 29. | Olaszország   | 1 – 0    | Kuvait        | A csoport | 8000     |
| 1992. július 30. | Svédország    | 1 – 1    | Dél-Korea     | C csoport | 12 000   |